# Kasym-Žomart Kemeluly Tokajev
Kasym-Žomart Kemeluly Tokajev (kazašsky Қасым-Жомарт Кемелұлы Тоқаев; * 17. května 1953) je kazašský diplomat a politik. Převzal úřad prezidenta Kazachstánu, když vystřídal Nursultana Nazarbajeva, který neočekávaně rezignoval po osmadvaceti letech ve funkci.

## Mládí a rodina
Jeho otec, Kemel Tokajev (1923–1986), byl kazašským spisovatelem a účastníkem bojů druhé světové války. Jeho matka, Turar Šabarbajeva (1931–2000), pracovala v Pedagogickém institutu pro cizí jazyky v Almatě.

## Kariéra
V roce 1970 začal Kassym-Žomart Kemeluly Tokajev studovat na Státním institutu mezinárodních vztahů v Moskvě (MGIMO). V pátém ročníku absolvoval šestiměsíční stáž na velvyslanectví Sovětského svazu v Číně. Po dokončení studií v roce 1975 se Tokajev stal zaměstnancem Ministerstva zahraničních věcí SSSR a pracoval na sovětské ambasádě v Singapuru. V letech 1985–1991 vykonával funkci sekretáře a později poradce na sovětském velvyslanectví v Pekingu.
Poté, co se rozpadl Sovětský svaz, se vrátil do Kazachstánu a roku 1992 se stal náměstkem a o rok později prvním náměstkem ministra zahraničí.
V letech 1994–1999 a 2003–2007 působil ve funkci ministra zahraničních věcí Kazachstánu, v letech 1999 až 2002 ve funkci premiéra této země.
Od 16. října 2013 byl předsedou Senátu Republiky Kazachstán. Dne 19. března 2019 byl, s působností od následujícího dne, jmenován dočasným prezidentem země z důvodu demise dosavadního prezidenta země Nursultana Nazarbajeva po jeho 28letém působení v této funkci. Novou předsedkyní senátu byla zvolena Dariga Nazarbajevová, dcera Nursultana Nazarbajeva, která do té doby v senátu působila jako předsedkyně výboru pro mezinárodní záležitosti, obranu a bezpečnost. Jedním z prvních kroků Tokajeva ve funkci prezidenta byl návrh na přejmenování hlavního města Astany na Nur-Sultan na počest bývalého prezidenta. Zákon o přejmenování obratem schválil parlament. V roce 2022 však bylo město přejmenováno na Astanu.
Dočasné období od 20. března 2019, kdy byl Tokajev úřadujícím prezidentem po rezignaci Nursultana Nazarbajeva, skončilo 12. června 2019, kdy byl Tokajev potvrzen v úřadu oficiálně.
Ústavní změnou byl v září 2022 mandát prezidenta omezen na jediné volební období, s výjimkou dosavadního prezidenta, který mohl v úřadu po jedno období navíc pokračovat. Souběžně byl mandát prodloužen z pětiletého na sedmiletý. Původně se další prezidentská volba měla konat až v prosinci 2024, ale po nepokojích vyhlásil prezident Tokajev předčasné volby na 20. listopadu 2022. V nich Tokajev zvítězil se ziskem 81,31 % hlasů.
Tokajev mluví plynně rusky, anglicky a čínsky, ovládá základy francouzštiny. Je ženatý a má jednoho syna. 13 let byl předsedou kazašské federace stolního tenisu.